# Daniel Meylan
Daniel Meylan, né le 27 avril 1953 au Locle, est un organiste et enseignant vaudois.

## Biographie
Daniel Meylan entreprend des études musicales au Conservatoire de musique de Genève, notamment dans la classe d'orgue de Pierre Segond. Privilégiant le répertoire baroque, il poursuit sa formation par des recherches sur l'ornementation, les doigtés anciens, la rhétorique et les constantes expressives.
Titulaire du poste d'organiste au Sentier depuis 1975, il l'est également au temple de Nyon. Il donne de nombreux récitals en Suisse, notamment à Sion où il joue en 2011 sur l'orgue de Valère, le plus ancien de Suisse, mais aussi à l'étranger. Il a enregistré plusieurs albums pour les labels Cascavelle et Hortus (label spécialisé dans les œuvres pour voix et orgue). Il enregistre tout spécialement, en 1998, en hommage à Albert Schweitzer, quelques œuvres pour orgue de Bach. Il fonde en 1992 l'ensemble vocal La Camerata baroque avec lequel il sort un album consacré aux Psaumes de la Réforme. Président de l'Association des organistes romands, il est également membre de l'Association suisse pour la sauvegarde des orgues historiques et a longtemps enseigné au Conservatoire de l'Ouest vaudois à Nyon.

## Sources
- « Daniel Meylan », sur la base de données des personnalités vaudoises sur la plateforme « Patrinum » de la Bibliothèque cantonale et universitaire de Lausanne.
- "Le mariage de l'orgue et du hautbois", 24 Heures, 1991/02/05, p. 22
- Gossin, Francine, "Les paroisses romandes veulent-elles la peau de leurs organistes?", 24 Heures, 1994/04/23, p. 3
- Falconnier, Isabelle, "Les psaumes de Calvin en musique", L'Hebdo, 2009/05/14, p. 102